# Kees van Dongen
Kees van Dongen, narozený jako Cornelis Theodorus Marie van Dongen, (26. ledna 1877 v Delfshavenu u Rotterdamu – 28. května 1968 v Monte Carlu) byl nizozemský malíř, později tvořící ve Francii. Na jeho tvorbě je vidět silný vliv fauvismu, ale nakrátko byl i členem expresionistické skupiny Die Brücke. Jeho kariéra začala již v mládí, maloval živými barvami a zaměřoval se na témata vykřičených čtvrtí velkoměsta. Postupně se stal úspěšným a začal přijímat objednávky na portréty bohatých dam. Tyto obrazy mu sice zajistily možnost výstředního života, ale umělecky jsou povrchní.

## Externí odkazy

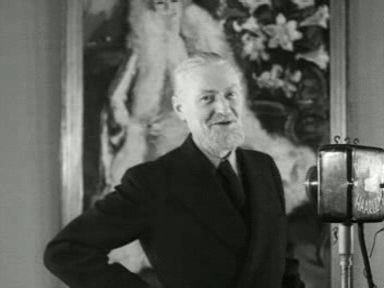
Van Dongen v roce 1938